# Clementina d'Orléans
Clementina d'Orléans, (in francese Marie Clémentine Léopoldine Caroline Clotilde d'Orléans) (Neuilly-sur-Seine, 3 giugno 1817 – Vienna, 16 febbraio 1907), nata principessa di Francia, fu un membro della Casata dei Sassonia-Coburgo-Koháry per matrimonio.

## Famiglia d'origine
Clementina era la quarta figlia di Luigi Filippo d'Orléans, al tempo della sua nascita duca di Chartres, e di sua moglie, la principessa Maria Amalia di Borbone-Due Sicilie.
I suoi nonni paterni erano il duca Luigi Filippo II di Borbone-Orléans e la duchessa Luisa Maria Adelaide di Borbone-Penthièvre; quelli materni Ferdinando I, re del Regno delle Due Sicilie, e Maria Carolina d'Asburgo-Lorena, nata arciduchessa d'Austria. I suoi padrini furono Leopoldo di Borbone-Due Sicilie, e sua moglie, Maria Clementina d'Asburgo-Lorena.
Descritta come una bella ragazza, Clementina ebbe tra i suoi insegnanti lo storico Jules Michelet, proveniente da una famiglia di tradizione ugonotta.
Nel 1830 suo padre divenne re di Francia con il nome di Luigi Filippo I.

## Matrimonio

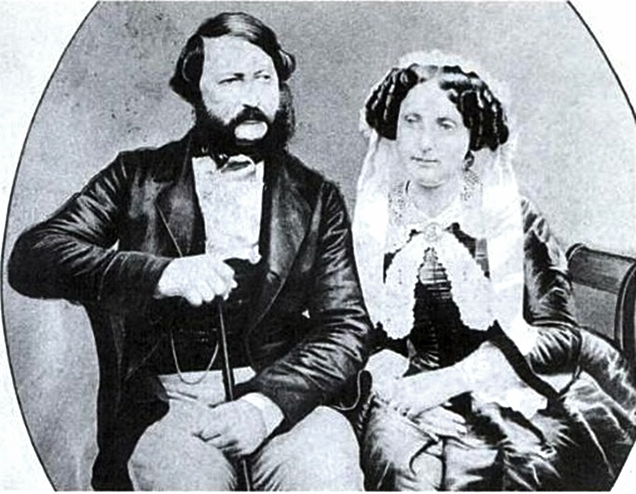
Augusto di Sassonia-Coburgo-Gotha e Clementina d'Orléans

Intelligente ed estremamente ambiziosa, Clementina sognava di sposare un monarca o un erede presuntivo per assicurarsi il titolo di regina. Tuttavia, i negoziati di matrimonio divennero abbastanza difficili, perché quasi tutte le case reali europee videro Luigi Filippo come un usurpatore del trono di Francia e nessuna di loro era disposta a stipulare un contratto matrimoniale. Con le difficoltà per ottenere un pretendente per sua figlia, Luigi Filippo accettò la mediazione di suo cognato, Leopoldo I del Belgio. Il re del Belgio avviò le trattative con i suoi fratelli, Ernesto e Ferdinando, per Augusto, figlio di quest'ultimo. Le trattative vennero temporaneamente sospese a causa della morte di Ferdinando Filippo d'Orléans, figlio primogenito ed erede di Luigi Filippo.
Nonostante la forte opposizione al legame austriaco, il contratto di matrimonio tra Augusto e Clementina venne firmato a Vienna il 25 febbraio 1843. La famiglia dello sposo fu rappresentata alla cerimonia da O'Sullivan de Grass e la famiglia della sposa dal conte di Flahaut. Tra le altre disposizioni, il contratto stabiliva la separazione dei beni e fissava la dote della principessa a un milione di franchi. La cerimonia si svolse presso il Palazzo di Saint-Cloud il 20 aprile 1843.
Inizialmente la coppia pensò di risiedere a Vienna, ma la resistenza del cancelliere Metternich e della corte austriaca portarono a prendere la residenza in Francia. Dopo la rivoluzione del 1848, che depose Luigi Filippo, andarono in esilio con la famiglia in Inghilterra, ma in seguito si trasferirono a Coburgo e poi a Vienna.
La coppia ebbe cinque figli:
- Filippo (1844-1921), sposò la principessa Luisa Maria del Belgio;
- Luigi Augusto (1845-1907), sposò la principessa Leopoldina del Brasile;
- Clotilde Maria (1846-1927), sposò Giuseppe Carlo Luigi d'Asburgo-Lorena;
- Amalia (1848-1894), sposò Massimiliano Emanuele di Baviera, duca in Baviera;
- Ferdinando (1861-1948), futuro zar di Bulgaria, sposò in prime nozze la principessa Maria Luisa di Borbone-Parma e in seconde nozze Eleonora di Reuss-Köstritz.

## Dopo il 1848

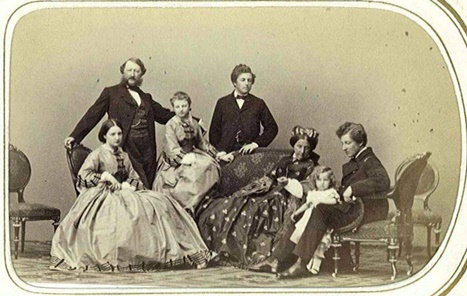
Clementina e Augusto con i loro figli

In esilio, Clementina iniziò una campagna per recuperare il patrimonio della famiglia. Sapendo che non sarebbe mai diventata regina, Clementina cercò di realizzare i suoi sogni attraverso i suoi figli. Infatti sia Filippo, sia Luigi Augusto, erano considerati presunti eredi da Ernesto II, come potenziali candidati al trono di Grecia. Subito dopo, Luigi Augusto e il cugino Gastone d'Orléans andarono in Brasile come pretendenti delle principesse Isabella e Leopoldina, figlie di Pietro II del Brasile.

### Il trono bulgaro

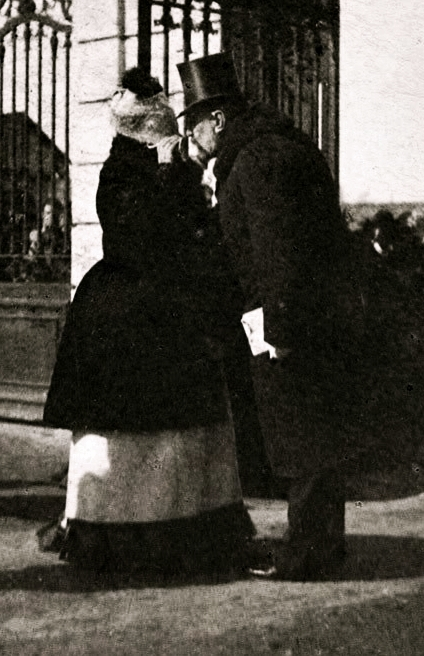
Clementina (utilizzando un grande auricolare) con il suo figlio più giovane, il futuro Ferdinando I di Bulgaria

Nel 1886, le dimissioni di Alessandro I di Bulgaria come principe reggente di Bulgaria rianimarono in Clementina le aspettative di vedere uno dei suoi figli su quel trono. Partecipò attivamente alla campagna per la nomina del suo figlio più giovane, Ferdinando, diffondendo ampiamente le sue qualità come la sua eccellente educazione, la sua capacità di parlare diverse lingue e il suo interesse per la scienza, attributi che, secondo lei, lo avrebbero reso un re eccellente. Con il sostegno dell'Austria, Ferdinando divenne il nuovo principe reggente di Bulgaria nel 1887.
Clementina accompagnò suo figlio quando si stabilì in Bulgaria. Estremamente ricca, la principessa divenne molto popolare nel suo paese di adozione per le loro generose donazioni.
Tuttavia, per il suo tentativo di introdurre un codice di abbigliamento "francese" nella semplice società bulgara e per il suo disprezzo per chi non aveva sangue reale, fu considerata come una persona arrogante. Giudicata "una delle più intelligenti principesse reali d'Europa", Clementina era nota per avere una "mente acuta e una notevole capacità di comprendere la politica europea e la diplomazia" e venne inviata a più riprese come rappresentante di Ferdinando I nelle missioni diplomatiche in tutta Europa.
Nel febbraio 1896, in un tentativo di riconciliazione con la Russia, Ferdinando acconsentì alla conversione del figlio maggiore ed erede alla Chiesa ortodossa bulgara, un atto che gli valse la rottura con la madre e la famiglia, in particolare con l'imperatore Francesco Giuseppe I d'Austria, e la scomunica da parte della Santa Sede. Successivamente gli altri figli di Ferdinando furono battezzati alla fede cattolica, rendendo possibile una riconciliazione con la madre.

## Morte
Nel corso del tempo, Clementina perse a poco a poco l'udito e, nei suoi ultimi anni, dovette usare un grande auricolare. Tuttavia, nonostante avesse più di 80 anni, la principessa continuava a viaggiare regolarmente a Parigi per lo shopping e a stare al passo con la moda.
La sua salute cominciò a destare preoccupazione nel febbraio del 1898, quando subì una infezione al polmone destro. Nel febbraio 1907 ebbe una brutta influenza. Clementina morì nel Palazzo Coburgo, a Vienna, il 16 febbraio 1907, all'età di 89 anni. Il suo corpo fu sepolto nella cripta della chiesa di Sant'Agostino a Coburgo.

## Ascendenza
|                                            |                     |                                            | Genitori                                      |  |  | Nonni |  |  | Bisnonni                           |  |  | Trisnonni                |  |
|                                            |                     |                                            |                                               |  |  |       |  |  | Luigi Filippo I di Borbone-Orléans |  |  | Luigi di Borbone-Orléans |  |
|                                            |                     |                                            |                                               |  |  |       |  |  | Luigi Filippo I di Borbone-Orléans |  |  | Luigi di Borbone-Orléans |  |
|                                            |                     | Augusta di Baden-Baden                     |                                               |  |  |       |  |  | Luigi Filippo I di Borbone-Orléans |  |  |                          |  |
| Filippo Égalité, Duca d'Orléans            |                     |                                            |                                               |  |  |       |  |  | Luigi Filippo I di Borbone-Orléans |  |  |                          |  |
|                                            |                     | Luisa Enrichetta di Borbone-Conti          | Luigi Armando II di Borbone-Conti             |  |  |       |  |  |                                    |  |  |                          |  |
|                                            |                     | Luisa Enrichetta di Borbone-Conti          | Luigi Armando II di Borbone-Conti             |  |  |       |  |  |                                    |  |  |                          |  |
|                                            |                     | Luisa Enrichetta di Borbone-Conti          | Luisa Elisabetta di Borbone-Condé             |  |  |       |  |  |                                    |  |  |                          |  |
| Luigi Filippo di Francia                   |                     | Luisa Enrichetta di Borbone-Conti          |                                               |  |  |       |  |  |                                    |  |  |                          |  |
|                                            |                     | Luigi Giovanni Maria di Borbone-Penthièvre | Luigi Alessandro di Borbone-Francia           |  |  |       |  |  |                                    |  |  |                          |  |
|                                            |                     | Luigi Giovanni Maria di Borbone-Penthièvre | Luigi Alessandro di Borbone-Francia           |  |  |       |  |  |                                    |  |  |                          |  |
|                                            |                     | Luigi Giovanni Maria di Borbone-Penthièvre | Marie Victoire de Noailles                    |  |  |       |  |  |                                    |  |  |                          |  |
| Luisa Maria Adelaide di Borbone-Penthièvre |                     | Luigi Giovanni Maria di Borbone-Penthièvre |                                               |  |  |       |  |  |                                    |  |  |                          |  |
|                                            |                     | Maria Teresa d'Este                        | Francesco III d'Este                          |  |  |       |  |  |                                    |  |  |                          |  |
|                                            |                     | Maria Teresa d'Este                        | Francesco III d'Este                          |  |  |       |  |  |                                    |  |  |                          |  |
|                                            |                     | Maria Teresa d'Este                        | Carlotta Aglae di Borbone-Orléans             |  |  |       |  |  |                                    |  |  |                          |  |
| Clementina d'Orléans                       |                     | Maria Teresa d'Este                        |                                               |  |  |       |  |  |                                    |  |  |                          |  |
|                                            | Carlo III di Spagna | Filippo V di Spagna                        |                                               |  |  |       |  |  |                                    |  |  |                          |  |
|                                            | Carlo III di Spagna | Filippo V di Spagna                        |                                               |  |  |       |  |  |                                    |  |  |                          |  |
|                                            | Carlo III di Spagna | Elisabetta Farnese                         |                                               |  |  |       |  |  |                                    |  |  |                          |  |
| Ferdinando I delle Due Sicilie             | Carlo III di Spagna |                                            |                                               |  |  |       |  |  |                                    |  |  |                          |  |
|                                            |                     | Maria Amalia di Sassonia                   | Augusto III di Polonia                        |  |  |       |  |  |                                    |  |  |                          |  |
|                                            |                     | Maria Amalia di Sassonia                   | Augusto III di Polonia                        |  |  |       |  |  |                                    |  |  |                          |  |
|                                            |                     | Maria Amalia di Sassonia                   | Maria Giuseppa d'Austria                      |  |  |       |  |  |                                    |  |  |                          |  |
| Maria Amalia di Borbone-Due Sicilie        |                     | Maria Amalia di Sassonia                   |                                               |  |  |       |  |  |                                    |  |  |                          |  |
|                                            |                     | Francesco I di Lorena                      | Leopoldo di Lorena                            |  |  |       |  |  |                                    |  |  |                          |  |
|                                            |                     | Francesco I di Lorena                      | Leopoldo di Lorena                            |  |  |       |  |  |                                    |  |  |                          |  |
|                                            |                     | Francesco I di Lorena                      | Elisabetta Carlotta di Borbone-Orléans        |  |  |       |  |  |                                    |  |  |                          |  |
| Maria Carolina d'Asburgo-Lorena            |                     | Francesco I di Lorena                      |                                               |  |  |       |  |  |                                    |  |  |                          |  |
|                                            |                     | Maria Teresa d'Austria                     | Carlo VI d'Asburgo                            |  |  |       |  |  |                                    |  |  |                          |  |
|                                            |                     | Maria Teresa d'Austria                     | Carlo VI d'Asburgo                            |  |  |       |  |  |                                    |  |  |                          |  |
|                                            |                     | Maria Teresa d'Austria                     | Elisabetta Cristina di Brunswick-Wolfenbüttel |  |  |       |  |  |                                    |  |  |                          |  |
|                                            |                     | Maria Teresa d'Austria                     |                                               |  |  |       |  |  |                                    |  |  |                          |  |